# Patongón
Patongón, también conocida como Patongong, es una isla situada en Filipinas, adyacente a la de Paragua, en el grupo de Balábac.
Administrativamente forma parte del barrio de  Pandanán   del municipio filipino de Balábac  de tercera categoría perteneciente a la provincia  de Paragua en  Mimaro,  Región IV-B de Filipinas.

## Geografía
Esta isla, junto con las de  Camerán o Canimerán y de  Dalahicán, se encuentra situada al sur de Isla de La Paragua, frente al cabo de Buliluyán, entre las islas de Bancalán, al sur, y de Pandanán al este.
La isla tiene una extensión superficial de aproximadamente 0,26 km², 920 metros de largo, en dirección norte-sur, y unos 790 metros de ancho. Dista 3.800 metros de Pandanán, 3.200 metros de Camerán y 4.100 metros de Bancalán.